# کارزار سیاسی

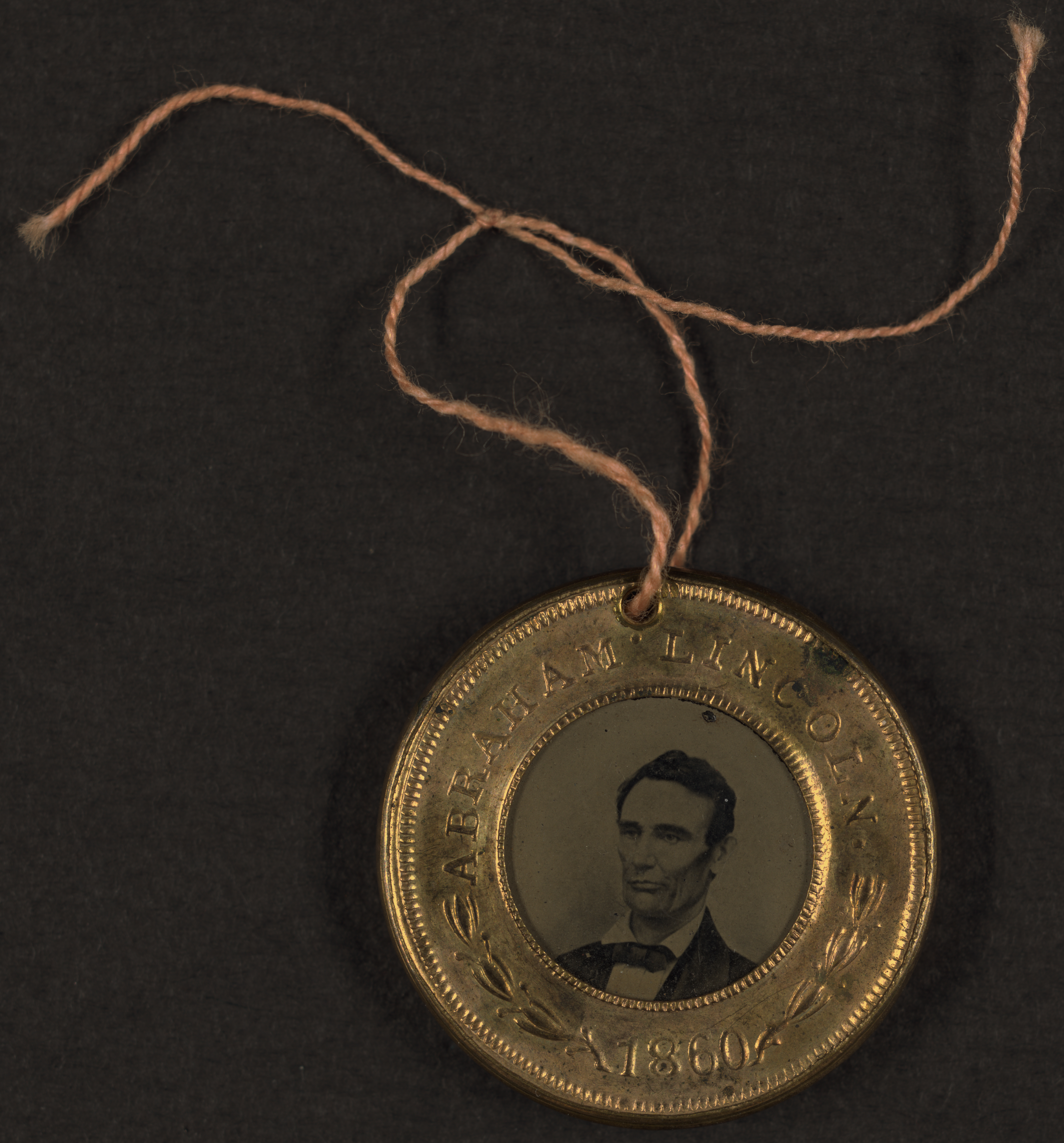
دکمه تبلیغاتی آبراهام لینکلن در انتخابات ریاست جمهوری ۱۸۶۰

کارزار سیاسی، کمپین سیاسی (به انگلیسی: political campaign) یا پویش سیاسی تلاشی سازمان یافته‌است که به دنبال اثرگذاری بر روند تصمیم‌گیری و سیاست‌گذاری در یک گروه مشخص می‌باشد. در کشورهای دارای دموکراسی که در آن نمایندگان، منتخب مردم هستند یا برگزاری همه‌پرسی‌ها تصویب شده‌است. کارزارهای سیاسی اغلب به کارزارهای انتخاباتی اشاره دارند. در سیاست‌های مدرن، بیشترین کارزارهای سیاسی فعال و برجسته به داشتن نامزدها برای ریاست کشور یا ریاست دولت اغلب به عنوان رئیس‌جمهور یا نخست‌وزیر تأکید داشته‌اند.

## پیام کارزار
پیام کارزار دربرگیرنده ایده‌هایی است که نامزد آن کارزار می‌خواهد با رای‌دهندگان در میان بگذارد و مطرح کند. پیام، اغلب شامل چندین بیانیه دربارهٔ سیاست‌ها است. این بیانیه‌ها نظر و ایده اصلی کارزار را خلاصه می‌کند. برای اینکه تأثیر ماندگاری بر رای‌دهندگان بگذارد، غالباً آن‌ها را تکرار می‌کند. در بسیاری از انتخابات حزب مخالف تلاش دارد تا نامزد حزب دیگر را خارج از برنامه‌هایی که مطرح می‌کند، نشان دهد؛ مثلاً سوالات شخصی یا سوالاتی در مورد سیاست‌هایی که به بیانیه آن کارزار ربطی ندارند، مطرح می‌کند.
بیشتر کارزارها ترجیح می‌دهند تا پیام خود را با مخاطبان بیشتری در میان بگذارند تا رای‌دهندگان احتمالی بیشتری را به خود جذب کنند. یک پیامی که بسیار محدود و مضیق است، می‌تواند رای‌دهندگان را علیه خود کند یا به وسیله توضیح جزئیات از اعتبار نامزد بکاهد. برای مثال در انتخابات ریاست جمهوری آمریکا در سال ۲۰۰۸ جان مک کین عمدتاً از پیامی که بر میهن‌پرستی و تجربه سیاسی اش تأکید می‌کند تمرکز داشت. پیام کشور مقدم است بود. بعداً پیام تغییر کرد تا توجهات را به نقش او به عنوان یک تاز اصلی در تأسیسات سیاسی حزب متبوع خود جلب کند. باراک اوباما یک شعار ثابت و ساده یعنی تغییر را در کارزار خویش اعلام کرد. اگر پیام کارزار به دقت طراحی گردد، نامزد قطعاً در نظرسنجی‌ها پیروز می‌شود. برای نامزدی که به دنبال پیروزی است، پیام انتخاباتی، بازنگری شده و به عنوان دستورالعمل کاری وی قرار می‌گیرد.

## بودجهٔ کارزار
روش‌های جمع‌آوری کمک‌های مالی شامل مواردی از قبیل تماس‌های تلفنی، ملاقات با حامیان اصلی و ارسال درخواست‌های مستقیم به حامیان جزئی می‌باشد. آشنایی با گروه‌های ذی‌نفع که اگر در راستای منافعشان باشد، در نهایت می‌تواند باعث جذب مبلغ‌های میلیونی در رقابت شود.

## سازمان‌ها
در یک کارزار سیاسی مدرن، سازمان کارزار یک ساختار منسجم از اعضا به روشی که هر کسب و کار مشابهی به هر اندازه دارد، خواهد داشت.

### مدیر کارزار
کارزارهای انتخاباتی موفق معمولاً به یک مدیر نیاز دارند تا عملیات‌های کارزار را هماهنگ کند. به غیر از نامزد، مدیران کارزار هستند که بیش از همه در معرض دید قرار می‌گیرند. مدیران کارزارهای مدرن ممکن است بیشتر اجراکنندهٔ راهبردها باشند تا این که بخواهند راهبردها را تعیین کنند. مخصوصاً اگر برنامه‌ریزهای ارشد نوعاً مشاوران سیاسی نباشند. از قبیل نظرسنجان مقدماتی و مشاوران رسانه‌ای.

### مشاوران سیاسی
مشاوران سیاسی به کارزارها در اغلب فعالیت‌هایشان از پژوهش‌ها تا راهبردهای عملی مشاوره می‌دهند. مشاوران تحقیقات راجع به نامزد انتخاباتی، رای‌دهندگان و دیگر نامزدها را برای مشتری‌هایشان انجام می‌دهند.

### فعالان کارزار
فعالان یک کارزار انتخاباتی، پیاده‌نظام‌هایی وفادار به شعارهای کارزار و افرادی هستند که فعالیت‌های داوطلبانه‌شان را با اعتماد کامل به برنامه‌های کارزار انجام می‌دهند. داوطلبان و کارآموزانی که ممکن است در فعالیت‌هایی از قبیل بحث کردن با تک تک افراد و برقراری تماس‌های تلفنی از طرف کارزار انتخاباتی شرکت جویند.

### اصول اخلاقی و زمان‌بندی کارزار
کارزارهای سیاسی مدرن استانداردهای جدیدی را در مورد این که چگونه کارزارهای موفق روز به روز فعالیت کرده‌اند، تنظیم نموده‌اند. یک کارزار در بازتاب بیرونی در نظر افراد جامعه شبیه یک گروه شبه نظامی است. چرا که وجود مواردی در کارزارها از قبیل سلسله مراتب در دستورها، عدم وجود شکیبایی در مورد اقدامات ممنوعه مشخص و یک برنامه روزمره گسترده که نسبت به مشاغل دیگر از همه زودتر شروع شده و بسیار دیرتر پایان می‌یابد، وجوه تشابه آن با یک گروه شبه نظامی است.
این اقدامات ممنوعه ممکن است برشمرده شوند، ولی تنها به این موارد محدود نمی‌شوند: دروغ گفتن در مورد اعداد و ارقام (از قبیل تماس‌های تلفنی دریافت شده، مراجعات به منازل افراد، نیروگیری‌های داوطلبانه و غیره). یک مشکل روزافزون انتخاباتی این است که افراد از طریق اینترنت و بدون نظارت مستقیم و خارج از زنجیره دستورها و سلسله مراتب کاری با یکدیگر در ارتباط هستند (مثلاً یک فرد با مافوق رئیسش که از قضا دوست وی نیز هست، برای به دست آوردن منفعتی خاص یا گزارش دادن اطلاعات ارتباط می‌گیرد)، صحبت کردن افراد غیر از تیم رسانه‌ای با مطبوعات، وبلاگ‌نویسی (که به عنوان شکل دیگری از صحبت کردن با رسانه‌ها در نظر گرفته می‌شود که می‌تواند به برنامه‌های کارزار خدشه وارد کند)، دستگیر شدن (یا به عبارت دیگر به آسانی مورد هدف حمله کارزارهای رقیب قرار گرفتن) برنامه روزمره یک کارزار سیاسی بسیار گسترده‌است و اغلب هیچ آغاز و پایان مشخصی ندارد مگر مجموعه‌ای از کارها که باید در زمان مشخصی به پایان برسد. معمولاً پایان کار برای کارزارهای سیاسی زمانی در شب است که در آن نیاز است مافوق تیم تعداد کارهایی که انجام شده‌است را گزارش دهد و کارهایی که قرار بوده‌است تا انجام گیرند را به‌طور خلاصه ذکر کند و به این صورت تعداد کاری که تیم انجام داده‌است می‌تواند برای دیگران معیار قرار گیرد. برای مثال یکی از افراد واحد اجرایی ممکن است نه داوطلب متعهد جدید را برای انجام کاری در طول روز گرد هم آورد. او باید گزارش کار خود را در ساعت ۸:۴۵ بعد از ظهر به مدیر اجرایی منطقه تحویل دهد تا مدیر منطقه بتواند چنین گزارش دهد که همه افراد واحد اجرایی منطقه وی پنجاه و دو نیروی داوطلب را برای کار مورد نظر به کار گرفته‌اند. این امر هم خود به این نیاز دارد که قائم مقام اجرایی استان در ساعت نه گزارش خود را به مافوق خویش ارائه دهد. پس آنان می‌توانند با دبیر اجرایی استان در ساعت ۹:۱۵ صحبت کنند و گزارش دهند که ۸۲۷ داوطلب برای مأموریت‌ها در سراسر استان استخدام شده‌اند. به همین منوال این پروسه در دیگر سلسله مراتب کارزار نیز انجام می‌شود. هر زمان هر کدام از این گزارش‌های متوالی پایان یافت اجرا کنندگان در همه سطوح ممکن است گزارش کار بنویسند، ایمیل ارسال نمایند، به دوستان زنگ بزنند یا کارهای دیگری انجام دهند که نباید در طول ساعات روز یا در زمان اداری انجام شوند. کارزارهای سیاسی معمولاً در ارتباط با رای‌دهندگان و داوطلبان هستند و این امر به قوانین آن منطقه، مختصات محلی، ترجیحات مجریان و داوطلبان کارزار و مدت زمان تعیین شده بستگی دارد. (معمولا در ساعت ۸ یا ۹ بعد از ظهر تمام کارها پایان می‌یابند) تخطی از این مدت زمان برای انجام فعالیت‌های دیگر اغلب نمی‌تواند رخ دهد یا اگر اتفاق افتد به توجیهی قوی مانند حضور در یک ملاقات مهم نیاز دارد. تنها کسر بسیار کوچکی از کارکنان کارزار حجم کارهایشان را در طول ساعات کاری معمول انجام می‌دهند.

## روش‌ها

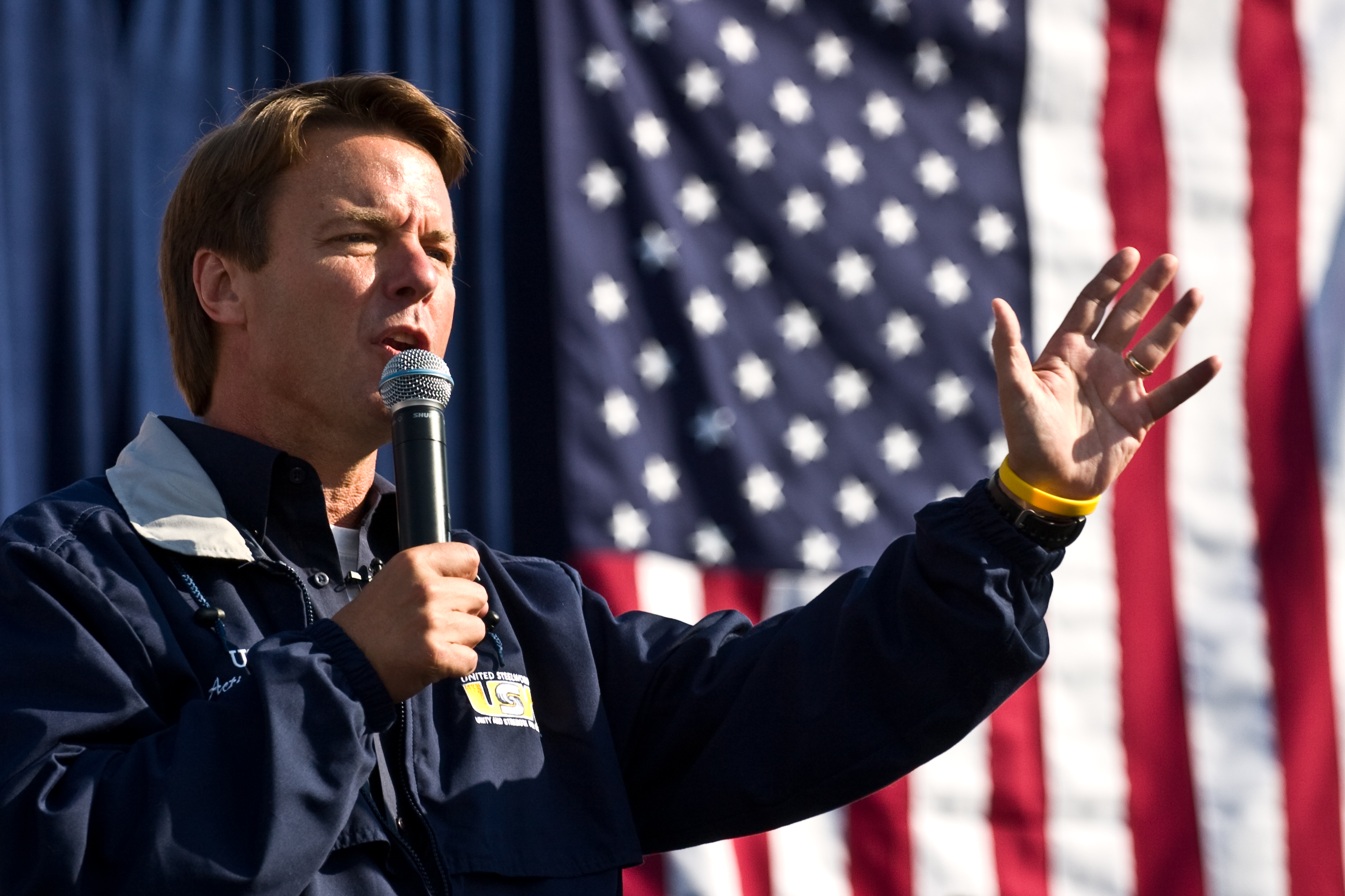
جان ادورادز یکی از اعضای حزب دموکرات که در کارزار انتخاباتی سال ۲۰۰۷ در پنسیلوانیا مشغول ایراد سخنرانی است.

یک تیم کارزاری (که ممکن است تنها متشکل از یک نفر یا گروهی از افراد به شدت حرفه‌ای باشد) باید در نظر داشته باشد که چگونه با شعار کارزار ارتباط برقرار می‌کند، نیروهای داوطلب را به کار می‌گیرد و منابع مالی را جمع‌آوری می‌کند. تبلیغات کارزار از روش‌های تبلیغات تجاری و پروپاگاندا نشات و الهام می‌گیرند. زمانی که کارزارها می‌خواهند پیام خود را منتشر کنند، خیابان‌ها در دسترس کارزارهای انتخاباتی قرار می‌گیرند که این دسترسی به وسیله قانون، منابع در دسترس و انتظار شرکت کنندگان در کارزارها محدود می‌شود. این روش‌ها اغلب با یک راهبرد رسمی ترکیب شده که به عنوان برنامه کارزار شناخته می‌شود. در برنامه کارزار، هدف، پیام، مخاطبین گروه هدف و منابع در دسترس کارزار در نظر گرفته می‌شوند. کارزارها معمولاً هنگامی که پیام خود را منتقل می‌کنند در جستجوی شناسایی حمایت کنندگانشان هستند.

### ارتباطات کارزار
ارتباطات کارزار انتخاباتی به ارتباطات نظارت شده حزب مانند تبلیغات کارزار و ارتباطات کنترل نشده حزب مانند پوشش رسانه‌ای انتخابات اشاره دارد.

### تبلیغات کارزار
تبلیغات کارزار استفاده از رسانه‌ای است که به آن پول پرداخت کرده‌است (مانند روزنامه‌ها، رادیو، تلویزیون و…) تا بر تصمیمات گروه‌های مختلف تأثیرگذارد. این تبلیغات به وسیله مشاوران سیاسی و کارکنان کارزار طراحی می‌شوند.

### مدیریت رسانه‌ها
رسانه‌های عمومی ممکن است برای فردی که می‌خواهد در انتخابات پیروز شود برنامه طراحی کنند. این برنامه‌ها باید با هماهنگی تیم رسانه‌ای کارزار باشد که مدیریت آن بر عهده مدیر این تیم است. مدیر رسانه‌ای کارزار با تمام رسانه‌ها در ارتباط است و جزئیات برنامه‌های مورد نظر را چه به صورت مستقیم و چه از طریق کارکنان خویش با آنان هماهنگ می‌کند.

### جلسات عمومی، راهپیمایی‌ها و اعتراضات
اگر مردم به تعداد کافی ترغیب شوند که در اعتراضات، راهپیمایی‌ها و دیگر گردهمایی‌های عمومی مشابه حضور یابند، ممکن است این موارد به یک ابزار کاملاً مؤثر تبدیل شوند. برگزاری جلسات عمومی به همراه سخنران‌ها آنقدر قدرتمند است که از طریق تعداد مردمی که حضور یافته‌اند نشان می‌دهد که کارزار چه تعداد حمایت‌کننده دارد.

### فناوری‌های مدرن و اینترنت
امروزه اینترنت عنصر اصلی کارزارهای سیاسی مدرن است. فناوری ارتباطات از قبیل ایمیل، وبسایت‌ها و پادکست‌ها (برنامه‌های رادیویی) باعث ارتباطات سریع تر با جنبش‌های شهروندان و انتقال پیام به تعداد زیادی از مخاطبین می‌شوند. این فناوری‌های اینترنتی برای جمع‌آوری پول، رایزنی، جمع‌آوری داوطلبان، ساختن اجتماعات و سازماندهی کردن آن‌ها به کار بسته می‌شوند. نامزدهای سیاسی مستقل نیز از اینترنت برای ارتقای کارزار انتخاباتی خود بهره می‌جویند.
برای نشان دادن اهمیت کارزارهای سیاسی اینترنتی می‌توان به کارزار ریاست جمهوری باراک اوباما اشاره کرد که به شدت به رسانه‌های اجتماعی و شبکه‌های رسانه‌ای جدید متکی بود تا با رای‌دهندگان تعامل برقرار کند، داوطلبانی را برای کارزار استخدام کند و برای کارزار پول جمع‌آوری کند. این امر باعث شده‌است تا مرکز توجه بر اهمیت استفاده از اینترنت در کارزارهای سیاسی جدید قرار گیرد و این کار با استفاده از اشکال مختلف رسانه‌های اجتماعی و رسانه‌های جدید انجام می‌گیرد (رسانه‌هایی از قبیل فیسبوک، یوتیوب و دیگر شبکه‌های اجتماعی) تا به جمعیت‌ها و گروه‌های هدف متنوع و متعددی دست یابد. وبسایت اجتماعی کارزار اوباما my.barackobama.com بود که از روش‌های کم هزینه و مؤثر برای تجهیز رای‌دهندگان و افزایش مشارکت میان گروه‌های سنی متنوع رای‌دهنده استفاده کرد. این رسانه جدید به گونه‌ای حیرت‌آور در جذب جمعیت جوان موفق بود و در عین حال به سازمان دهی و جذب دیگر گروه‌های سنی نیز کمک کرد.

### مکان سخنرانی
مکان سخنرانی در اصل به محل کار نامزد انتخاباتی که در آن نمایندگان دیدگاه‌هایشان یا رای‌ها را قبل از انتخابات مجلس یا دیگر انتخابات ارائه می‌کنند، اطلاق می‌شود. اکنون این واژه ممکن است با تسامح به هر اتفاقی از قبیل مناظره‌ها یا سخنرانی‌ها در طی یک کارزار انتخاباتی اشاره داشته باشد. مکانی که یکی یا تعداد بیشتری از نامزدها در آن حضور می‌یابند.

### دیگر روش‌ها

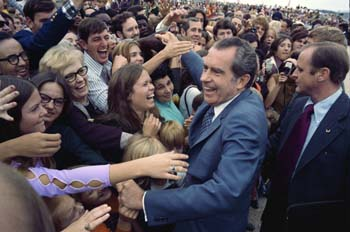
عکسی از کارزار انتخابات ریاست جمهوری ریچارد نیکسون در سال ۱۹۷۲، در حال دست دادن با هواداران و قدم زدن در میان آنان

- نوشتن مستقیم خطاب به اعضای جامعه و شهروندان (از طریق شرکت بازاریابی حرفه‌ای یا به‌طور خاص در مقیاس کوچک و توسط داوطلبان)
- از طریق توزیع اعلامیه‌ها یا فروش روزنامه‌ها
- از طریق پلتفرم‌های جمع‌آوری امضای الکترونیک
- از طریق وبسایت‌ها، جامعه‌های مجازی و ایمیل‌های انبوه[۳]
- از طریق یک روش جدید با عنوان ریز هدف‌گیری که به شناسایی و هدف قرار دادن بخش‌های جمعیتی کوچک از رای‌دهندگان کمک می‌کند.
- از طریق سفرهایی کوتاه به شهرهای مختلف
- جلوگیری از توانایی رقبای سیاسی در مقابله با کارزار از طریق روش‌هایی نظیر مقابله با تظاهرات و…
- سازمان دهی دفاتر احزاب سیاسی
- استفاده از تشویق‌ها و اظهار نظرهای مثبت دیگر اعضای شناخته شده و محبوب حزب برای جذب حمایت
- ماندن در نزدیکی یا خود دفتر کارزار برای این که بتوان حمایت کسانی را که از دفتر بازدید می‌کنند جذب کرد
- رای‌گیری از طریق ایمیل شیوه‌ای است که امروزه به‌طور روزافزونی گسترش یافته‌است، پس تمام کارزارها باید به دنبال راهبردهایی اثرگذار باشند تا بتوان از این شیوه به گونه‌ای کامل و مناسب استفاده کرد.
- فروش کالاها و نشان‌های تبلیغاتی کارزار به عنوان راهی برای ارتباط برقرار کردن با هواداران و جذب حمایت‌های مالی، کمک‌های داوطلبانه و تبلیغات رایگان[۴]

## انواع کارزار

### کارزار اطلاعاتی
کارزار اطلاعاتی یک کارزار سیاسی است که برای بالا بردن سطح آگاهی مردم و حمایت از ویژگی‌های یک نامزد یا حزب وی طراحی شده‌است. این کارزار بیشتر از یک کارزار کاغذی که فعالیت اش تنها به پر کردن برگه‌های لازم برای رای‌گیری محدود می‌شود، فعالیت می‌کند ولی فعالیت‌هایش کمتر از یک کارزار رقابتی است که هدف آن در واقع برنده شدن در انتخابات است. یک کارزار اطلاعاتی معمولاً بر روش‌های اطلاع‌رسانی کم خرج از قبیل پخش اخبار، گرفتن مصاحبه‌های کاغذی، ساختن بروشورها برای توزیع خانه به خانه، سازمان دهی کارکنان رای‌گیری و غیره تمرکز می‌کند.

## تاریخچه
کارزارهای سیاسی تا زمانی وجود دارند که به شهروندان اطلاع‌رسانی می‌نمایند. عمده کارزارها در زمان شروع از امکانات کمی برخوردار هستند. پدیده کارزارهای سیاسی شدیداً به گروه‌های رایزنی و حزب‌های سیاسی گره خورده‌است. اولین کارزار مدرن، کارزار میدلوثین متعلق به ویلیام اوارت گلدستون در سال ۱۸۸۰ بوده‌است. اگرچه ممکن است قبل از وی نیز مثال‌های مدرن تری در قرن نوزدهم وجود داشته باشند.
جوامع دموکراتیک، کارزارهای انتخاباتی منظمی دارند اما ایجاد کارزار سیاسی حتی در جوامع غیر دموکراتیک هم از زمانی که آزادی بیان ارزشمند تلقی و اجازه داده شد ممکن است در مورد موضوعات خاصی مجال ظهور یابند.
کارزارهای انتخاباتی آمریکایی در قرن نوزدهم اولین کارزارهای انتخاباتی مبتنی بر حزب سیاسی را پایه‌گذاری کردند و بسیاری از روش‌های ایجاد این نوع کارزارها را ابداع نمودند. در سال‌های ۱۷۹۰ تا ۱۸۲۰ حزب فدرالیست و حزب جمهوری خواهان دموکرات در آنچه که به اصطلاح اولین نظام حزبی نامیده می‌شود، به مبارزه پرداختند.

## استثناء
کارزارهای سیاسی در همه انتخابات دموکراتیک وجود ندارند، در واقع بعضی از انتخابات‌های دموکراتیک مخصوصاً از ایجاد کارزارها جلوگیری می‌کنند، به این خاطر که ممکن است شکل دموکراتیک انتخابات را به مخاطره اندازند. شاید به این دلیل که توانایی کارزار از پول یا منافع گروه‌های خاص تأثیر می‌پذیرد.